# Chute Bell
La chute Bell est une chute d'eau douce situé dans la municipalité de Grenville-sur-la-Rouge au Québec, administré par la municipalité régionale de comté de Argenteuil, dans la région administrative des Laurentides, au Canada.

## Géographie
Cette chute, d’une hauteur de 17 m, est située sur le parcours de la rivière Rouge, dans le hameau de Bell Falls. Pendant longtemps, elle a alimenté une petite centrale hydroélectrique, car, en 1915, elle fut en quelque sorte modifiée pour ériger le barrage de la Chute-Bell, d’une hauteur de 16 m.

## Toponymie
Le toponyme « Chute Bell » a été officialisé le 17 août 1978 par la Commission de toponymie du Québec, en référence à David Bell, un ancien habitant de Lachute, ou à A. B. Bell, un pionnier de la région.